# 多波束測深探測儀

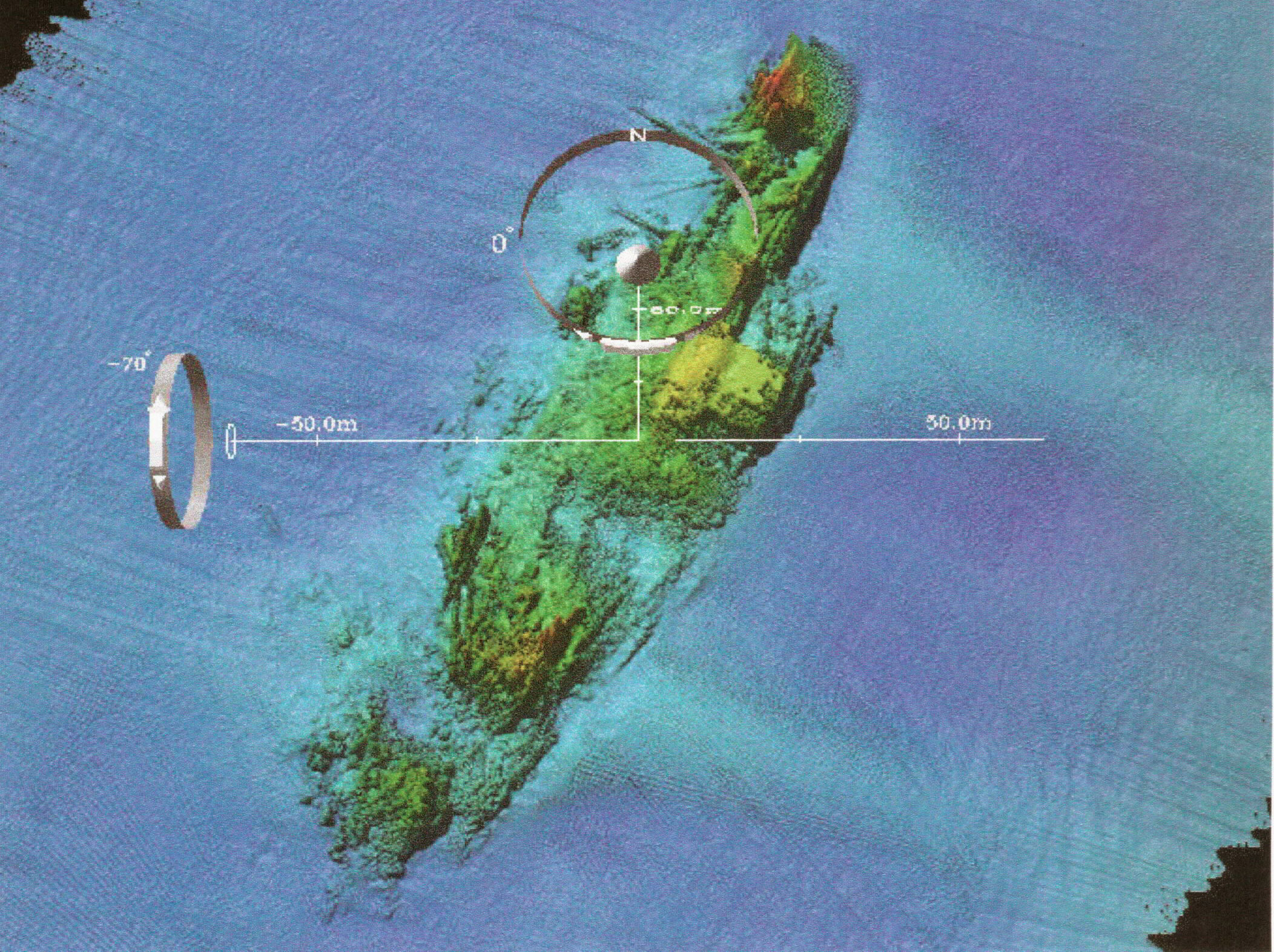
為使用 USS Susan B. Anthony (AP-72) 的探測船，在法國南岸進行多波束測深探測儀搜索沈船時，所做的測深圖

多波束測深探測儀（Multibeam echosounder，縮寫：MBES），是一種應用多個聲波發射出去，至海床或障礙物後反射回來，探測儀可以接收到訊號，依據收到的時間，進而算出聲波所行走的距離。因為為多個聲波一齊發出，成一扇面狀，故較單音束測深探測儀附蓋得更多，效率佳，為現今普遍測深的重要儀器。

## 歷史和發展

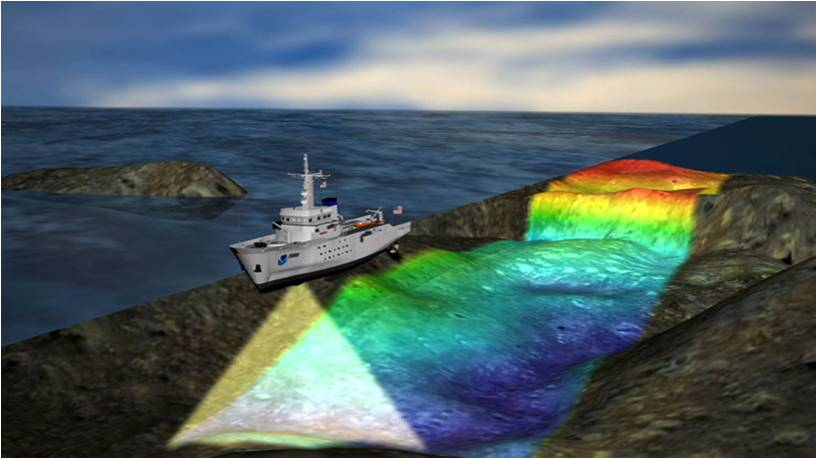
多波束測深探測儀

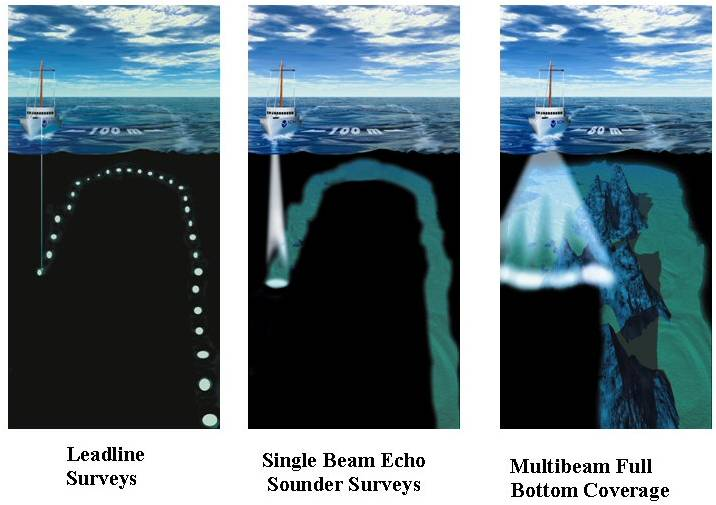
測深機的演變史，從最原始的繩索探測，進而到有聲納的出現，發展出了單聲波的測深儀，最後發展出覆蓋率較高、較有效率的多波束測深探測儀。

為避免再次發生1912年鐵達尼號的災禍，德國物理學家亞歷山大·伯姆引導一些研究，找出了一個發現冰山的方法。他發現回聲的技術，可惜對於認出冰山的效能不太理想，卻是一種非常好的工具用來深測海洋的深度。Behm 於1913年得到發明的專利權。
探測儀的起源，要從海岸調查說起。1807年，Ferdinand Rudolph Hassler帶領著一群數學家、製圖員、大地測量師、氣象學家等等專業人員共同調查及繪出美國海岸。而第一個正式的水文調查在1839年，美國繪出了第一個航海圖。最初的測量法為用繩子牽引一小石子做測量，在各點施測，看繩子上的刻度得值。在1930年代出現了第一個用聲納測量深度的儀器「Dorsey Fathometer」，為單音束測深機，1950年代後持續發展出多音束的測深機，即為多波束測深探測儀。

## 運作原理

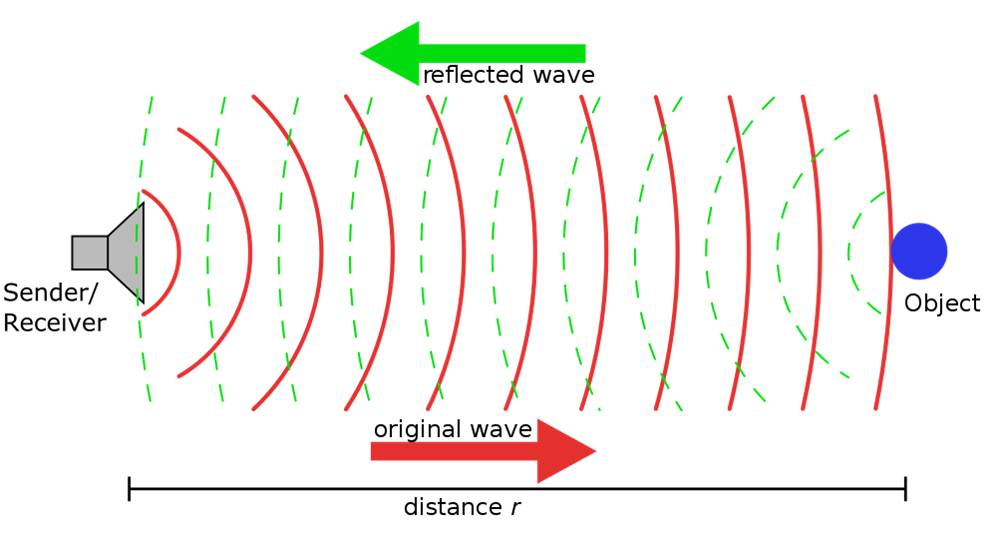
seabeam

回音測深術，又稱回聲，是一種使用聲音的脈衝波技術，從表面或潛艇直接向下垂直，依靠聲波來測量到達底部的距離。基本原理為用聲速傳播的時間，與聲音在水中傳播的速度相乘，其值即為距離。距離的測量方法是在水中用單外出脈衝波，往來半倍的時間，大約每秒1.5個公里。回聲是一種特別有效的聲納應用，目的是確定底部地點或範圍。若多波束的情況，還需要考慮各個波束的角度，經修正後而得。
- Singlebeam：

{\displaystyle D={\frac {1}{2}}\cdot v\cdot t}
coverage = onebeam
- Multi-beam：

{\displaystyle D={\frac {1}{2}}\cdot v\cdot t\cdot sin{\theta }}
coverage = swath

## 修正
在海上做測深，有許多誤差需要做修正，以下列出幾種誤差：
1. Roll(晃動)
2. Pitch(傾角)
3. Gyro(羅盤)
4. Azimuthal misalignment(垂直方位)
5. Time delay(時間延遲)
6. Dynamic draught(吃水)
7. Echo-sounder instrumental errors(儀器)
8. Water column(水層)

## 應用

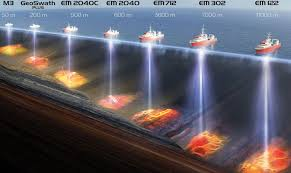
每一種測深機會使用不同的頻率及束寬，應用在不同的深度上，越深所需要的能量越大，波長必須較大則頻率相對較小，能量消散較慢可以測量較深的深度，故再不同的測量區域，會選用合適的測深機來施測。

多波束測深探測儀為在海上作業中最基本的測深儀器，目的為測量海床的深度，常應用在地質調查及工程建設中，而在不同的深度範圍，又會用不同能量及束寬的波來測量，以維持資料品質，故在不同深度會用不同的測深機。